# 川行村
川行村（かわつらむら）は、かつて山形県飽海郡にあった村。

## 沿革
- 1889年（明治22年）4月1日 - 町村制施行に伴い飽海郡江地村、宮田村が合併し、川行村が発足。
- 1922年（大正11年）6月1日 - 飽海郡稲田村と合併し、稲川村となり消滅。